# Ellie Kemper
Elizabeth Claire Kemper (Kansas City, Misuri, 2 de mayo de 1980), más conocida como Ellie Kemper, es una actriz estadounidense reconocida por su papel de Erin Hannon en la serie The Office, de la cadena NBC.

## Primeros años
Kemper nació el 2 de mayo de 1980 en Kansas City (Misuri). Es la segunda de los cuatro hijos de Dorothy Jannarone y David Woods Kemper. Ellie es nieta de Mildred Lane Kemper, quien da nombre al museo de arte de la Universidad de Washington en St. Louis, y al que la familia donó 5 millones de dólares. El padre de Kemper fue presidente y director ejecutivo de Commerce Bancshares, compañía bancaria fundada por su familia. Su hermana menor, Carrie, es guionista de televisión. Tiene ascendencia italiana y alemana. La familia se trasladó a St. Louis cuando ella tenía cinco años. Asistió a la Escuela de Conway en el barrio de Ladue y luego al instituto de secundaria John Burroughs, donde le surge el interés por el teatro y la comedia de improvisación. Uno de sus profesores fue Jon Hamm, con quien apareció en una obra escolar.

## Carrera

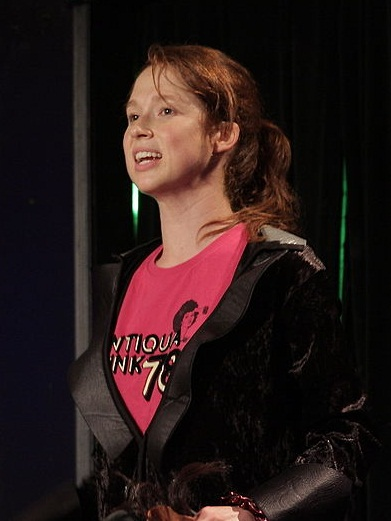
Kemper en 2008.

Elizabeth se graduó en la John Burroughs en 1998 y fue a la Universidad de Princeton, donde continuó su interés por la comedia de improvisación. Participó en Quipfire!, un grupo de comedia de improvisación con cierto renombre, y en el Princeton Triangle Club, una compañía de teatro musical. En Princeton también practicó el hockey sobre césped en la temporada de 1999. Su equipo de hockey llegó al campeonato nacional en su primer año, pero en los últimos años, Ellie renunció a seguir jugando para centrarse en el teatro.
En 2002 se licenció en inglés en Princeton, y luego estudió inglés durante un año en la Universidad de Oxford. Ellie aparecía regularmente en sketches cómicos del programa Late Night with Conan O'Brien, como invitada en Important Things with Demetri Martin, y en un episodio de The Gastineau Girls. Apareció en The P.A. (Fuse TV) y en octubre de 2008, en The Colbert Report, en un anuncio institucional sobre la abstención de voto entre los jóvenes. También apareció en tres episodios de Late Night with Conan O'Brien en el período 2007-2008.

## Filmografía
1. Redeeming Rainbow (2007) como Shelly.
2. Important Things with Demetri Martin (2008-2009) como Varios.
3. Mystery Team (2009) como Jamie.
4. Cayman Went (2009) como mujer de Los Ángeles.
5. The Office (2009-2013) como Erin Hannon.
6. Get Him to the Greek (2010) como Pinnacle.
7. Somewhere (2010) como Claire.
8. Bridesmaids (2011) como Becca.
9. Identity Thief (2013) como Flo.
10. 21 Jump Street  (2012) como Ms. Griggs.
11. Sex Tape (2014) como Tess.
12. Unbreakable Kimmy Schmidt (2015) como Kimberly "Kimmy" Schmidt.
13. The Secret Life of Pets (2016) como Katie (voz)
14. The Lego Batman Movie (2017) como Phyllis (voz)
15. Smurfs: The Lost Village (2017) como Pitufirretoño (voz)
16. The Secret Life of Pets 2 (2019) como Katie (voz)
17. We Bare Bears: The Movie (2020) Lucy (voz)
18. The Stand In (2020) como	Jenna Jones
19. Home Sweet Home Alone (2021) como Pam McKenzie
20. Felicidad para principiantes (2023) como Helen[2]